# Montabone
Montabone, (Montabon en piemontès) és un municipi situat al territori de la província d'Asti, a la regió del Piemont (Itàlia).
Limita amb els municipis d'Acqui Terme, Bistagno, Castel Boglione, Castel Rocchero, Rocchetta Palafea i Terzo.
Pertanyen al municipi les frazioni de Ferraris, Girini, Lacqua i Merlamorta.